# Тик (ткань)
Тик (нидерл. tijk, англ. tick) — плотная ткань саржевого, полотняного или атласного переплетения нитей с широкими продольными цветными полосами (пёстроткаными или печатными). Вырабатывается из льняной или хлопчатобумажной пряжи. Используется для матрацев, мебельных чехлов, занавесей и т. п. Лёгкий тик используют для изготовления спортивной одежды, более тяжёлый — в корсетах, рабочей одежде и униформе, в том числе военной.
Свойства материала:
- Гигроскопичность;
- Плотность на разрыв;
- Долговечность;
- Воздухопроницаемость.

Ткань тик также используется для перьевых подушек и одеял. Так как за счёт пропитки она не пропускает через себя перо, но в то же время «дышит», благодаря этому перо и пух проветриваются.
Материал имеет глянцевый внешний вид и при трении немного шелестит.
Массовое производство: Китай и Россия.